# Кауфман Михайло Абрамович
Кауфман Михайло Абрамович (4 вересня 1897 — 11 березня 1980) — український і російський кінорежисер, кінооператор. Заслужений діяч мистецтв Росії (1935). Один з основоположників сучасного документального кіно.

## Життєпис
Народився 4 вересня 1897 р. Брат Кауфмана Д. А. (Вертова Дзиги) та американського кінооператора Бориса Кауфмана.
З 1922 р працював оператором, режисером Московської кінофабрики «Держкіно» - Центральної студії кінохроніки. З 1927 року разом з Дзиґою Вертовим працював на Київській кінофабриці ВУФКУ та інших кіностудіях УРСР. Провідний оператор в групі «Кіноко», керованої Вертовим Дзигою.  
З 1941 році — у науковому кіно. Працював на «Моснаучфільм» (пізніше «Центрнаучфільм»).
Помер 11 березня 1980 р.

## Відзнаки
Заслужений діяч мистецтв РРФСР (1931 р)

## Доробок
Зняв стрічки:
- «Процес есерів» (1922);
- «Аеросани» (1924);
- «Радіо-художник» (1927);
- «Пост Новоросійськ» (1927);
- «День в яслах» (1927);
- «Одинадцятий» (1928);
- «Людина з кіноапаратом» (1929);
- «Навесні» (1929);
- «Небувалий похід» (1931);
- «Ці не здадуть» 1931;
- «СТЗ» (1932);
- «Велика перемога» (1933);
- «Микита Ізотов» (1933);
- «Авіамарш» (1934);
- «Щаслива юність» (1935);
- «Квітуча Україна» (1936);
- «Чотири віртуоза» 1937;
- «Лебедєв-Кумач» (1937);
- «Привіт хоробрим» (1938);
- «Архітектор Мордвинов» (1938);
- «Наша Москва» (1939);
- «Так було - так буде» (1942);
- «Сибір у дні війни» (1943);
- «Тінь від Місяця» (1945);
- «Земля в просторі» (1945);
- «Історія однієї лінії» (1946);
- «Незнаний Крим» (1947);
- «У гірському Криму» (1947);
- «Володимиро-Суздальська Русь» (1948);
- «Радянська електропромисловість» (1950);
- «Образотворче мистецтво Китаю» (1954);
- «Розповідь про Гало» (1955);
- «Радянська сільськогосподарська делегація в Англії» (1955);
- «У Третьяковській галереї» (1956);
- «Ігор Грабарь» (1957);
- «В гостях у трьохгорців» (1957);
- «Поема про життя народу» (1958);
- «Суперники металу» (1959);
- «Народний художник СРСР Йогансон»(1960);
- «Художник Борис Пророків» (1960);
- «Машини - садам» (1964);
- «Планета загадок» (1964);
- «Композитор Тихон Хрєнніков» (1966);
- «Де краще відпочивати» (1968);
- «Співає Іван Петров» (1968);
- «Забуті полотна (Художник Василь Шебуєв)» (1969);
- «Ефект потоку» (1971);
- «Динамівці» (1972);
- «Завжди в строю» (1973);
- «Велике прання» (1976).